# Simple Plan (album)
Simple Plan è il terzo album in studio del gruppo musicale canadese Simple Plan, pubblicato nel 2008 dall'Atlantic Records.

## Il disco
L'album si differenzia leggermente dai precedenti lavori della band, spostando il proprio sound più sull'alternative rock, anche se l'influenza pop punk che caratterizza da sempre il gruppo si può notare in tracce come When I'm Gone, Take My Hand, Generation e Time to Say Goodbye. Ciò è inoltre accompagnato da uno stile più scuro e riflessivo rispetto a quello mostrato dai Simple Plan nei loro primi due album, mostrando un lato inedito e inaspettato della band.
Il primo singolo pubblicato è stato When I'm Gone, pubblicato il 29 ottobre 2007, mentre il secondo è Your Love Is a Lie, pubblicato nel febbraio 2008. Il 14 agosto viene estratto il terzo e ultimo singolo, Save You.
Nonostante non siano stati pubblicati come singoli, i brani No Love e Generation hanno raggiunto rispettivamente la 77ª e la 90ª posizione nella Billboard Canadian Hot 100, la classifica dei singoli più venduti in Canada.

## Tracce
Testi e musiche dei Simple Plan e Arnold Lanni, eccetto dove indicato.
1. When I'm Gone – 3:49 (Simple Plan, Lanni, Hills)
2. Take My Hand – 3:51
3. The End – 3:22 (Simple Plan, Lanni, Hills)
4. Your Love Is a Lie – 3:42
5. Save You – 3:45
6. Generation – 3:02 (Simple Plan, Martin)
7. Time to Say Goodbye – 2:56 (Simple Plan)
8. I Can Wait Forever – 4:54 (Simple Plan)
9. Holding On – 5:03
10. No Love – 3:15
11. What If – 5:54 (Simple Plan)

Tracce bonus nell'edizione deluxe
1. Running out of Time – 3:18 (Simple Plan)
2. When I'm Gone (Acoustic) – 3:29 (Simple Plan, Lanni, Hills)

Traccia bonus nella versione Napster
1. Shut Up! (Live from Montreal) – 3:06

DVD bonus nell'edizione deluxe
1. Simple Plan: The Making Of
2. When I'm Gone: Beyond the Video
3. When I'm Gone: Music Video
4. Simple Plan: Beyond the Photo Shoot
5. Simple Plan: Live in NYC

## Formazione
Simple Plan
- Pierre Bouvier – voce, chitarra acustica
- Jeff Stinco – chitarra solista
- Sébastien Lefebvre – chitarra ritmica, voce secondaria
- David Desrosiers – basso, voce secondaria
- Chuck Comeau – batteria, percussioni

Altri musicisti
- Liam O'Neil – tastiera in When I'm Gone, Time To Say Goodbye, I Can Wait Forever, No Love e What If
- DJ Lethal – programmazione in Take My Hand, campionatore in Your Love Is a Lie
- Danja – programmazione in Your Love Is a Lie
- David Richard Campbell – arrangiamento archi in The End, I Can Wait Forever e No Love

Produzione
- Dave Fortman – produzione, ingegneria del suono
- Danja – produzione in When I'm Gone, The End e Generation
- Max Martin – produzione in Generation; ingegneria del suono
- Doug McKean – ingegneria del suono
- Jeremy Parker – ingegneria del suono
- Marcella Araica – ingegneria del suono
- Seth Waldmann – ingegneria del suono
- Chris Lord-Alge – missaggio
- Ted Jensen – mastering

## Classifiche
| Classifica (2008)         | Posizione massima |
| ------------------------- | ----------------- |
| Australia                 | 6                 |
| Austria                   | 9                 |
| Belgio (Fiandre)          | 32                |
| Belgio (Vallonia)         | 46                |
| Canada                    | 2                 |
| Finlandia                 | 19                |
| Francia                   | 16                |
| Giappone                  | 9                 |
| Irlanda                   | 69                |
| Italia                    | 19                |
| Messico                   | 15                |
| Nuova Zelanda             | 12                |
| Paesi Bassi               | 43                |
| Regno Unito               | 31                |
| Spagna                    | 13                |
| Stati Uniti               | 14                |
| Stati Uniti (alternative) | 4                 |
| Stati Uniti (rock)        | 3                 |
| Svezia                    | 7                 |
| Svizzera                  | 7                 |

## Date di pubblicazione
| Paese            | Data             |
| ---------------- | ---------------- |
| Argentina        | 31 gennaio 2008  |
| Giappone         | 6 febbraio 2008  |
| Belgio           | 8 febbraio 2008  |
| Germania         | 8 febbraio 2008  |
| Paesi Bassi      | 8 febbraio 2008  |
| Francia          | 11 febbraio 2008 |
| Portogallo       | 11 febbraio 2008 |
| Sudafrica        | 11 febbraio 2008 |
| Brasile          | 12 febbraio 2008 |
| Canada           | 12 febbraio 2008 |
| Messico          | 12 febbraio 2008 |
| Spagna           | 12 febbraio 2008 |
| Stati Uniti      | 12 febbraio 2008 |
| Sud-est asiatico | 12 febbraio 2008 |
| Finlandia        | 13 febbraio 2008 |
| Svezia           | 13 febbraio 2008 |
| Malaysia         | 14 febbraio 2008 |
| Italia           | 15 febbraio 2008 |
| Australia        | 16 febbraio 2008 |
| Danimarca        | 17 febbraio 2008 |
| Irlanda          | 18 febbraio 2008 |
| India            | 18 febbraio 2008 |
| Nuova Zelanda    | 18 febbraio 2008 |
| Regno Unito      | 18 febbraio 2008 |